# Jackass: The Game
Jackass: The Game è un videogioco per PlayStation 2, PlayStation Portable e Nintendo DS basato sulla famosa serie di MTV "Jackass".

## Stile di gioco
Nel gioco bisogna utilizzare uno stunt-man professionista della serie "Jackass" (tranne Bam Margera, che non appare nel gioco perché aveva un contratto con Activision al momento) e gareggiare con altri stuntman in 36 sfide. L'obiettivo è creare sette puntate per la nuova stagione di Jackass.

## Personaggi giocabili
- Johnny Knoxville
- Steve-O
- Chris Pontius
- Ryan Dunn
- Preston Lacy
- Wee Man (solo negli Wee Game)
- Dave England
- Ehren Mcghehey

## Personaggi extra
- Dimitry Elyashkevich: cameraman
- Jeff Tremaine: regista
- Inserviente: uomo che compare nel gioco "Party Boy"
- Leeza Glibbons: una bella ragazza

## Modalità di gioco
- Modalità storia MTV: in questa modalità bisogna creare la nuova stagione dei Jackass, composta da 7 episodi, ciascuno formato da 3 stunt e 2 Wee Game.
- Modalità sfida: qui saranno presenti gli stessi stunt presenti in storia MTV, ma con obiettivi da raggiungere molto più difficili e impegnativi.
- Multiplayer: fino a 4 giocatori.
- Negozio dei Jackass: in questo negozio si possono acquistare oggetti extra o filmati.
- Extra: per visualizzare i filmati in inglese tratti direttamente dall'ultima serie dei Jackass.

## Fratture
In ogni stunt il personaggio si procurerà fratture, lussazioni o ferite più o meno gravi; queste verranno indicate con una schermata che farà vedere una radiografia dell'osso rotto.
Le ferite vanno dalle escoriazioni del ginocchio al rompersi le ossa del cranio.

## Distribuzione
Il gioco è uscito negli USA nell'inverno del 2007 per PS2 e PSP (in Italia a maggio 2008), mentre è uscito per Nintendo DS l'8 gennaio 2008 negli Stati Uniti ed in Europa il 1º giugno dello stesso anno